# Hydrauliskt rått
Hydrauliskt råa strömningsförhållanden råder vid strömningstillstånd 2B i Moody-diagrammet. Detta strömningstillstånd kännetecknas av att det laminära underskiktet blir betydligt lägre än rörets inre ojämnheter. Nu beror friktionstalet (λ) på både fluidens viskositet och den relativa skrovligheten. Hydrauliskt råa förhållanden inträffar när skrovlighetens reynoldstal blir större än cirka 45 för korrugerade plaströr och större än cirka 60 för betongledningar. Skillnaden beror på att de korrugerade plaströren vanligtvis har en större ekvivalent sandråhet än betongrören.  
I hydrotekniska sammanhang hamnar ofta nya ledningar i övergångszon II, för att sedan successivt övergå till hydrauliskt råa förhållanden när de börjar bli slitna.
De flesta flödesberäkningarna under hydrauliskt råa förhållanden brukar ske med Nikuradse-Prandtls formel, men även Mannings formel är tillämplig.